# Горожанин Валерій Михайлович
Горожанин Валерій Михайлович (1889, м. Аккерман, Бессарабська губернія, Російська імперія (нині Білгород-Дністровський, Одеська обл., Україна) — 29 серпня 1938, Москва) — один із керівників радянських органів державної безпеки. 

## Біографія
Народився в місті Аккерман Бессарабської губернії (нині м. Білгород-Дністровський) у родині страхувального агента. Закінчив гімназію, навчався на юридичному факультеті Новоросійського університету (Одеса). 1912 року за революційну діяльність виключений з університету і заарештований. 1913–1914 років був на засланні у Вологодську губернію. 
Під час Першої світової війни пішов добровольцем у російську армію, звідки 1916 року, однак, дезертирував. 1916–1918 років — секретар робітничої кооперації, студент 4-го курсу юридичного факультету Новоросійського університету, учасник революційних подій.
Від травня 1919 року — слідчий з особливо важливих справ Одеської губернської ЧК, згодом потрапив у полон до білогвардійців, засуджений до розстрілу, але звільнений Червоною армією (див. Радянська армія). 1920 року — уповноважений по боротьбі з контрреволюцією, завідувач секретно-оперативним відділом та член колегії Миколаївської губернської ЧК. Від лютого 1921 року — начальник секретного відділу Центрального управління ЧК України — ВУЧК — ДПУ УСРР; від січня 1923 року — начальник секретно-оперативної частини та помічник (червень 1923-го), з січня 1924 року — заступник начальника Київського губернського відділу ДПУ; з березня 1924-го — у резерві призначення ДПУ УСРР; з травня 1924-го — начальник секретного відділу ДПУ УСРР; з травня 1930-го — заступник начальника секретного відділу, з березня 1931-го — начальник 1-го відділення секретно-політичного відділу, з серпня 1931 року — помічник, з грудня 1931-го — заступник начальника секретно-політичного відділу, з липня 1933-го — помічник, з травня 1935-го — заступник начальника іноземного відділу ОДПУ — Головного управління державної безпеки НКВС СРСР; з лютого 1937 року — начальник, від травня 1937 року — заступник начальника Особливого бюро НКВС СРСР.
19 серпня 1937 заарештований, 29 серпня 1938 року Воєнною колегією Верховного Суду СРСР засуджений до страти, вирок виконано того ж дня.